# St. Clair (Toronto Subway)

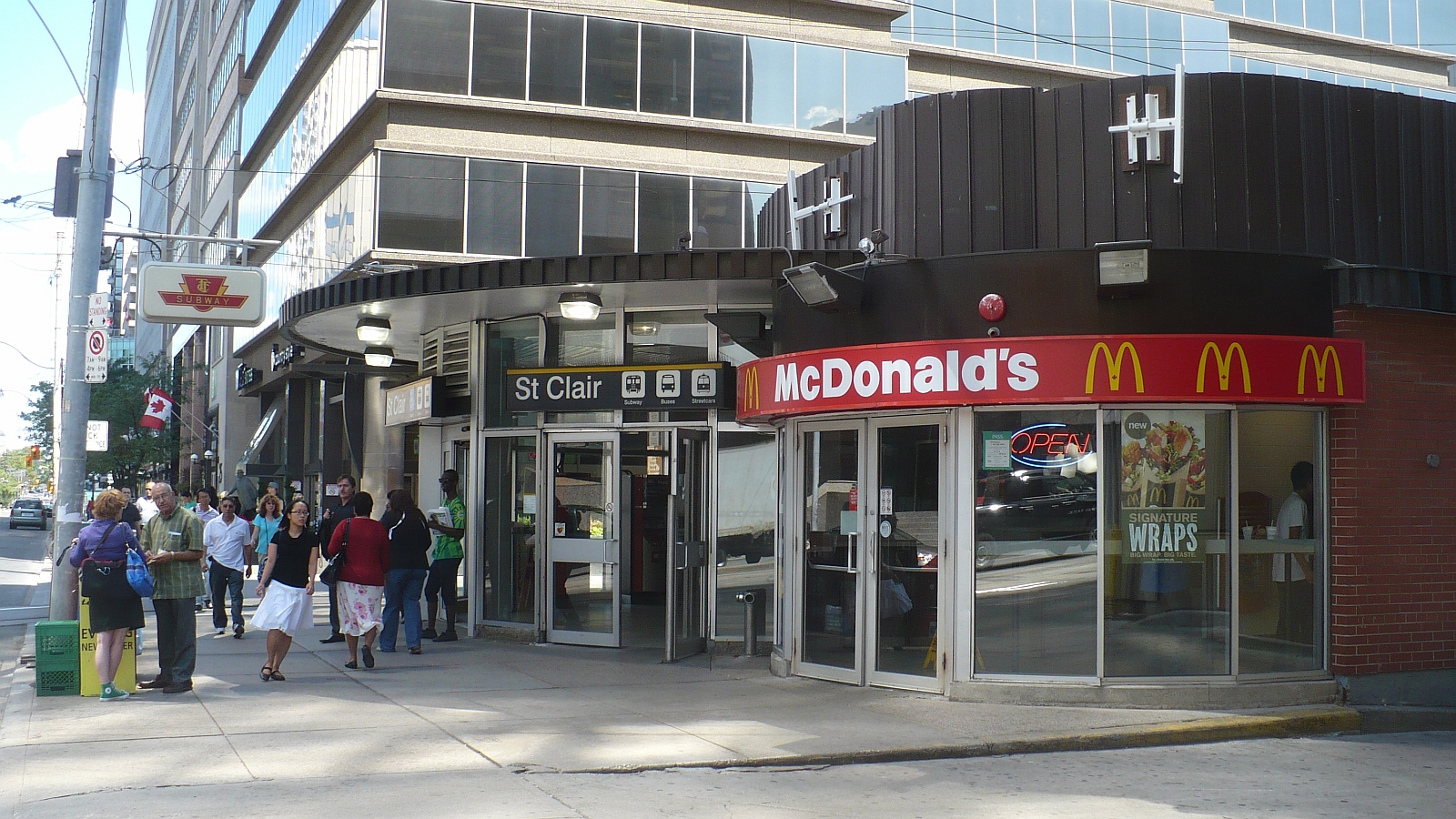
Haupteingang

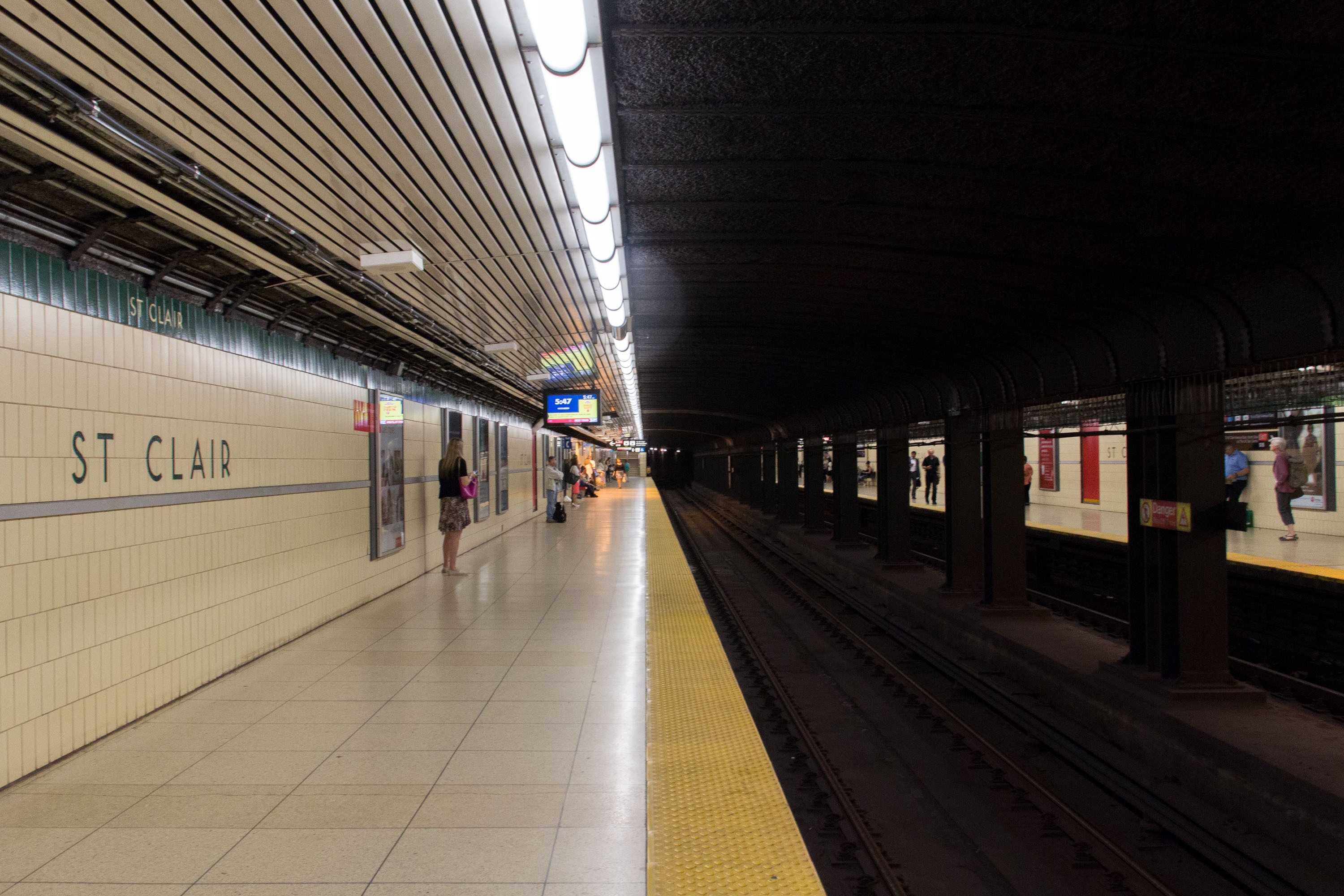
Blick auf die Bahnsteigebene

St. Clair ist eine unterirdische U-Bahn-Station in Toronto. Sie liegt an der Yonge-University-Linie der Toronto Subway, an der Kreuzung von Yonge Street und St. Clair Avenue. Die Station besitzt Seitenbahnsteige und wird täglich von durchschnittlich 36.620 Fahrgästen genutzt (2018).
Es bestehen Umsteigemöglichkeiten zu drei Buslinien der Toronto Transit Commission und zur Straßenbahnlinie 512 entlang der St. Clair Avenue. Letztere benutzt eine Wendeschleife rund um einen Häuserblock an der Südseite der Station. In der Nähe befindet sich das renommierte Upper Canada College. Die Station besitzt vier Eingänge, von wo aus Treppen, Rolltreppen und Aufzüge zur Verteilerebene und zu den Bahnsteigen hinunter führen. In das Gebäude mit dem Haupteingang, an der Südseite der St. Clair Avenue East, ist eine McDonald’s-Filiale integriert.
Die Eröffnung der Station erfolgte am 30. März 1954 zusammen mit dem Abschnitt Union – Eglinton, der ältesten U-Bahn auf kanadischem Boden. Seit dem Einbau neuer Aufzüge im Jahr 2007 ist die Station auf allen Ebenen barrierefrei zugänglich.